# Antonín Prokop Schmitt
Antonín Prokop Schmitt (6. října 1833 Kohoutov – 13. července 1890 Frýdlant ) byl český, resp. česko-německý učitel, publicista, redaktor, kunsthistorik a archeolog.

## Biografie
Narodil se v obci Kohoutov nedaleko Kuksu, kde působil jeho otec Johann jako učitel. Měl minimálně tři bratry, z nichž nejznámější je Johann (Hans) Schmitt, který se prosadil ve Vídni jako hudební skladatel.
Antonín P. Schmitt studoval nejdříve nižší gymnázium v Hradci Králové a následně i vyšší gymnázium v Praze. Poté absolvoval ještě kurz na technice a kurz pro kandidáty učitelství.

## Pedagogické působení
V letech 1856–1858 působil jako učitel na obchodní škole v maďarské Pešti, poté v letech 1858–1863 jako suplent na reálce v západočeském Lokti nad Ohří. Po několika letech práce na volné noze se stal v roce 1872 opět učitelem, tentokrát na městské lidové škole v Praze. Od roku 1875 působil sedm let jako učitel a ředitel měšťanské chlapecké školy v Kuksu, v letech 1882–1890 jako učitel na škole ve Frýdlantu v Čechách. Mezi léty 1870–1871 byl též vydavatelem a redaktorem časopisu Čech a jeho přílohy Methud, která byla věnována problematice památkové péče.

## Publikční činnost
Vedle několika knih byl autorem i několika desítek novinových a časopiseckých článků. Přispíval zejména do Zlaté Prahy, Květů, Methudu, Rodinné kroniky, Aus der Heimat či Riesengebirge in Wort und Bild. Většina článků byla věnována drobným uměleckým památkám a jejich ochraně. Za tímto účelem založil v roce 1868 spolek Vlastimil.

## Kontakty s osobnostmi
Antonín Prokop Schmitt udržoval během života osobní či písemný kontakt s řadou významných českých osobností tehdejší doby. Patří mezi ně: František Palacký, Karel Jaromír Erben, František Ladislav Rieger, Bedřich Bernau, Josef Emler či Jan Erazim Vocel.